# Корно Ђовине
Корно Ђовине (итал. Corno Giovine) је насеље у Италији у округу Лоди, региону Ломбардија.
Према процени из 2011. у насељу је живело 1041 становника. Насеље се налази на надморској висини од 52 м.

## Становништво
| 1936. | 1951. | 1961. | 1971. | 1981. | 1991. | 2001. | 2011. |
| ----- | ----- | ----- | ----- | ----- | ----- | ----- | ----- |
| 1.643 | 1.696 | 1.563 | 1.329 | 1.248 | 1.249 | 1.202 | 1.193 |